# Marie Delcourt
Ne doit pas être confondue avec Marie Derscheid
Pour les articles homonymes, voir Delcourt.
Marie Delcourt, née à Ixelles le 18 novembre 1891 et morte à Liège le 11 février 1979, est une philologue classique, helléniste et historienne de la littérature belge francophone. Elle est également une militante wallonne et fait partie de l'équipe dirigeante de l'Union des femmes de Wallonie avec Léonie de Waha.
Elle est la première femme chargée de cours à l'université de Liège, à partir de 1929, y créant le cours d'histoire de l'humanisme.

## Biographie

### Jeunesse et formation
Marie Delcourt est née à Ixelles le 18 novembre 1891 lieu d'affectation de son père, militaire de carrière. Elle passe son enfance à Arlon, en Belgique. À l'âge de trois ans, elle contracte la poliomyélite et en garde des séquelles.
Aucun lycée ne prépare les filles aux études supérieures à l'époque et Marie Delcourt prépare seule les examens du jury central. Elle passe son diplôme d’humanités gréco-latines devant le jury central et, en 1911, elle  entreprend des études de philologie classique à l’Université de Liège, qui vont être vite interrompues par la Première guerre mondiale.
Après la mort de son père, lieutenant-colonel sur le front de l'Yser en 1914, Marie Delcourt rejoint le réseau de renseignement belge résistant "La Dame Blanche" qui collecte des informations sur les mouvements de troupes pour le compte du War Office britannique. Pour cet engagement, elle est décorée de la Croix d’officier de l’Empire britannique. Elle évoque cet épisode de sa vie dans son ouvrage, Nos Grands cœurs.
À la fin de la guerre, elle reprend ses études à l'université de Liège et obtient en 1919 un diplôme de docteur en philosophie classique avant de partir étudier deux ans à Paris grâce au Concours des bourses de voyage (1920) et au Concours universitaire (1921) dont elle est lauréate. Elle y étudie à la Sorbonne et à l'Institut des Hautes Etudes.

### Carrière
À partir de 1922, elle enseigne à l'Institut supérieur des demoiselles ouvert par Léonie de Waha (et qui porte aujourd'hui son nom Athénée Léonie de Waha) à Liège. Elle occupera ce poste jusqu'en 1940 en s'efforçant de favoriser l'accès des filles aux études.
Parallèlement, elle poursuit ses recherches personnelles et publie de nombreux travaux dont la qualité est remarquée.
Elle est la première femme à être chargée de cours à l'université de Liège où elle  crée, en 1929, un cours d'histoire de l'humanisme. L’École liégeoise d'Histoire de l'Humanisme naîtra de cette initiative. Seule femme dans un milieu d'hommes, elle n'est, au début, pas rémunérée et ne bénéficie pas des mêmes avantages qu'eux et n'a pas une très bonne opinion de cette université bourgeoise et conservatrice.
Limitée dans ses déplacements par son handicap, elle écrit et correspond énormément. En plus des livres scientifiques, elle écrit de la poésie, des nouvelles, des chroniques pour le journal Le Soir et même des recettes de cuisine.
En 1925, le prix Joseph Gantrelle lui est décerné par l'Académie royale de Belgique pour son livre Études sur les traductions des tragiques grecs et latins en France depuis la Renaissance[réf. nécessaire]. Après la publication de sa Vie d'Euripide, en 1930, elle traduit et commente son théâtre.
Elle se marie en 1932 avec Alexis Curvers un jeune poète peu conventionnel qui deviendra un romancier reconnu.
Elle entretient des relations avec de nombreuses personnalités du monde littéraire belge comme Norge et bien d’autres. Elle anime aussi un groupe d’intellectuels français et allemands qui se réunissent au château de Colpach au Luxembourg. On y retrouve Paul Claudel, André Gide, Jean Paulhan, Jean Schlumberger, Henri Michaux, Karl Jaspers, Walther Rathenau ou Bernard Groethuysen.
Son œuvre scientifique considérable et diversifiée lui vaut une réputation internationale. Elle écrit essentiellement des traductions (comme les tragédies d'Euripide et la correspondance d'Érasme), des biographies (Eschyle, Périclès, Euripide, Érasme, Thomas More), sur la religion et les mythes grecs (l'Oracle de Delphes, Héphaïstos, Œdipe, Hermaphrodite...).
En 1961, elle est nommée Professeure émérite.

### Engagement féministe et wallon
Marie Delcourt est membre de l’équipe dirigeante de l’Union des Femmes de Wallonie, dont Léonie de Waha est la présidente. Elle prend position à diverses reprises en faveur du droit de vote des femmes et de leur droit au travail.
Elle s’intéresse aussi au régionalisme et à la situation de la Wallonie et publie régulièrement des articles dans la revue Femmes wallonnes.

### Fin de vie
Vers la fin de sa vie, elle souffre de problèmes de vue et doit abandonner l'étude du sanskrit qu'elle a entreprise mais continue de correspondre intensément avec ses amis. Elle ne quitte plus sa chambre. Son mari, aidé de quelques amies, la soigne jusqu'au bout. Elle meurt le 11 février 1979.
Après sa mort ses amis créent l'association Les amis de Marie Delcourt, que préside son mari jusqu'à son décès en 1992.
Une rue d'Arlon porte son nom ainsi qu'une salle de l'Université de Liège.

### Décorations
- Officière du Mérite wallon (O.M.W.) à tistre posthume en 2012.

## Publications

### Antiquité
- La vie d’Euripide, Éd. Gallimard, Paris, 1930. Rééd. Labor, Bruxelles, 2004, coll. Espace Nord
- Eschyle, Éd. Rieder, Paris, 1934 (Maîtres de Littérature, 18)
- Stérilités mystérieuses et naissances maléfiques dans l'antiquité classique, Éd. Droz, Paris, 1938 (FacPhLLg, 82)
- Périclès, Éd. Gallimard, Paris, 1939 :: - Prix quinquennal de l'essai et prix Bordin de l’Académie française 1940
- Légendes et cultes de héros en Grèce, Éd. P.U.F., Paris, 1942
- Images de Grèce, Éd. Libris, Bruxelles, 1943. Rééd., Éd. Wesmael Charlier, Namur, 1959
- Œdipe ou la légende du conquérant, avec Conrad Stein, Éd. Fac.Phil.Lett., Liège, 1944, (FacPhLg, 104). Rééd., Éd. Gallimard, Paris, 1981
- Les grands sanctuaires de la Grèce, Éd. P.U.F., Paris, 1947 (Mythes et Religions, 21)
- L'oracle de Delphes, Éd. Payot, Paris, 1955. Rééd., ibid., 1981
- Héphaistos ou la légende du magicien, Éd. Belles-Lettres, Paris, 1957 (FacPhLLg 146)[7],[8].
- Hermaphrodite, mythes et rites de la bisexualité dans l'antiquité classique, Éd. P.U.F., Paris, 1958 (Mythes et Religions, 36). Rééd., 1992 Lire en ligne
- Oreste et Alcméon. Étude sur la projection légendaire du matricide en Grèce, Éd. Belles-Lettres, Paris, 1959 (FacPhLLg 151)
- Pyrrhus et Pyrrha. Recherches sur les valeurs du feu dans les légendes helléniques, Éd. Belles-Lettres, Paris 1965, (FacPhLLg 174)

### Histoire de l’humanisme
- Thomas More, œuvres choisies, Éd. La Renaissance du livre, Paris, 1936 (Les Cent Chefs-d'œuvre étrangers)
- Érasme, Éd. Libris, Bruxelles, 1944. Rééd., Éd. Labor, Bruxelles, 1986

### Traductions
- Tragiques Grecs. Euripide, Éd. Gallimard, Paris, 1962, (Bibliothèque de la Pléiade). Rééd., Éd. Gallimard, coll. Folio classique, Paris, 1988
- Thomas More. L'Utopie, Éd. La Renaissance du Livre, Bruxelles, 1966
- La correspondance d’Érasme, Collectif, tomes 1, 10, 11, Éd. Presses Académiques Européennes, Bruxelles, 1967-1982

### Varia
- Jean Schlumberger, essai critique, Éd. Gallimard, Paris, 1945
- Méthode de cuisine à l'usage des personnes intelligentes, Éd. Baude, Paris-Bruxelles, 1947, Rééd., Éd. Université de Liège, Fac. Phil. Lett., 1985
- Marie Delcourt. L'autre regard, Ed. Le Cri/Académie royale de langue et de littérature françaises, Bruxelles, 2004. Coll. Chroniques du Journal Le Soir
- Nouvelles, édité par Catherine Gravet, Mons, Université de Mons, 2015.